# Capacidad calorífica

En función de su movilidad interna, las moléculas pueden acumular energía de agitación según sus grados de libertad internos, lo que contribuye a su capacidad térmica.

La capacidad calorífica, capacidad térmica o calor C (no confundir con energía calórica Q) de un cuerpo es el cociente entre la cantidad de energía calorífica transferida a un cuerpo o sistema en un proceso cualquiera y el cambio de temperatura que experimenta. En una forma más rigurosa, es la energía necesaria para aumentar la temperatura de una determinada sustancia en una unidad de temperatura. Indica la mayor o menor dificultad que presenta dicho cuerpo para experimentar cambios de temperatura bajo el suministro de calor. Puede interpretarse como una medida de inercia térmica. Es una propiedad extensiva, ya que su magnitud depende no solo de la sustancia sino también de la cantidad de materia del cuerpo o sistema; por ello, es característica de un cuerpo o sistema particular. Por ejemplo, la capacidad calorífica del agua de una piscina olímpica será mayor que la del agua de un vaso. En general, la capacidad calorífica depende además de la temperatura y de la presión.
La capacidad calorífica (capacidad térmica) no debe ser confundida con la capacidad calorífica específica (capacidad térmica específica) o calor específico, el cual es la propiedad intensiva que se refiere a la capacidad de un cuerpo «para almacenar calor», y es el cociente entre la capacidad calorífica y la masa del objeto. El calor específico es una propiedad característica de las sustancias y depende de las mismas variables que la capacidad calorífica.

## Antecedentes
Antes del desarrollo de la termodinámica moderna, se pensaba que el calor era un fluido invisible, conocido como calórico. Los cuerpos eran capaces de almacenar una cierta cantidad de ese fluido, de ahí el término capacidad calorífica, nombrada e investigada por vez primera por el químico escocés Joseph Black en la década de 1750. En la actualidad, la noción de calórico ha sido sustituida por la noción de la energía interna de un sistema. Es decir, el calor ya no se considera un fluido sino una transferencia de energía desordenada. Sin embargo, en muchos idiomas, la expresión capacidad calórica sobrevive aunque en otras se usa capacidad térmica.

## Medida de la capacidad calorífica
Para medir la capacidad calorífica bajo unas determinadas condiciones es necesario comparar el calor absorbido por una sustancia (o un sistema) con el incremento de temperatura resultante. La capacidad calorífica viene dada por:
| Símbolo                    | Nombre                         | Unidad           | Descripción                                        |
| -------------------------- | ------------------------------ | ---------------- | -------------------------------------------------- |
| {\displaystyle C}          | Capacidad calorífica           | (J/K) o (cal/°C) | En general será función de las variables de estado |
| {\displaystyle Q}          | Calor absorbido por el sistema | J o cal          |                                                    |
| {\displaystyle {\Delta T}} | Variación de temperatura       | K o °C           |                                                    |

La capacidad calorífica (C) de un sistema físico depende de la cantidad de sustancia o masa de dicho sistema. Para un sistema formado por una sola sustancia homogénea se define además el calor específico o capacidad calorífica específica (c) a partir de la relación:
| Símbolo           | Nombre                                             | Unidad |
| ----------------- | -------------------------------------------------- | ------ |
| {\displaystyle C} | Capacidad calorífica del cuerpo o sistema          |        |
| {\displaystyle c} | Calor específico (Capacidad calorífica específica) |        |
| {\displaystyle m} | Masa de sustancia considerada                      |        |

De las anteriores relaciones es fácil inferir que al aumentar la masa de una sustancia, se aumenta su capacidad calorífica ya que aumenta la inercia térmica, y con ello aumenta la dificultad de la sustancia para variar su temperatura. Un ejemplo de esto se puede apreciar en las ciudades costeras donde el mar actúa como un gran termostato regulando las variaciones de temperatura.

### Planteamiento formal de capacidad calorífica
Sea un sistema termodinámico en el estado {\displaystyle A}. Se define la capacidad calorífica {\displaystyle C_{c}} asociada a un proceso cuasiestático elemental {\displaystyle c} que parte de {\displaystyle A} y finaliza en el estado {\displaystyle B} como el límite del cociente entre la cantidad de calor {\displaystyle Q} absorbido por el sistema y el incremento de temperatura {\displaystyle \Delta T} que experimenta cuando el estado final {\displaystyle B} tiende a confundirse con el inicial {\displaystyle A}.
{\displaystyle C_{c}=\lim _{A\to B}\left({Q \over \Delta T}\right)_{c}=\sum _{i}q_{i}\left({dc_{i} \over dT}\right)=\left({{\bar {d}}Q \over dT}\right)_{c}}
Donde {\displaystyle \scriptstyle (c_{1}(T),\dots ,c_{n}(T))}, es una curva parametrizada mediante la temperatura, que representa el camino seguido en el espacio fásico durante el proceso c. La capacidad calorífica es, de este modo, una variable termodinámica y está perfectamente definida en cada estado de equilibrio del sistema (el signo {\displaystyle {\bar {d}}} indica que no una función Q cuya diferencial sea precisamente {\displaystyle {\bar {d}}Q}, es decir, se trata de 1-forma no exacta).

## Capacidades caloríficas de sólidos y gases
La capacidad calorífica de los sólidos y gases depende, de acuerdo con el teorema de equipartición de la energía, del número de grados de libertad que tiene una molécula, como se explicará a continuación.

### Capacidad calorífica específica
Es la cantidad de energía, en forma de calor, que gana o pierde un sistema por unidad de masa, para que se produzca en él un cambio de temperatura de un grado Celsius, sin que haya cambio de estado.
| Símbolo                  | Nombre                               | Unidad     |
| ------------------------ | ------------------------------------ | ---------- |
| {\displaystyle Cp}       | Calor específico a presión constante | kJ/(kg °C) |
| {\displaystyle Q}        | Calor ganado o perdido               | kJ         |
| {\displaystyle m}        | Masa                                 | kg         |
| {\displaystyle \Delta T} | Cambio en la temperatura             | K o °C     |

En la práctica, solo cuando se trabaja con gases es necesario distinguir entre el calor específico a presión constante y el calor específico a volumen constante Cv.

### Calor sensible
Es el contenido calórico o nivel de energía de un material, referido al que tiene a una temperatura arbitraria en el que asigna nivel cero (generalmente –40 °C para productos congelados o 0 °C para otros sistemas). Se utiliza mucho este concepto para el estudio de los fenómenos térmicos de sustancias puras o gases como vapor y aire; en el caso de los alimentos tiene su mayor aplicabilidad para los productos congelados. Sus unidades en el sistema SI son J/kg.
La cantidad de calor para calentar o enfriar un material desde una temperatura T1 hasta T2 es
{\displaystyle Q=m(H_{2}-H_{1})}
siendo m la masa del material; H2 y H1 las entalpías a las temperaturas T2 y T1 respectivamente

### Conductividad térmica
La conductividad térmica k viene dada por:
| Símbolo                                  | Nombre                   | Unidad  |
| ---------------------------------------- | ------------------------ | ------- |
| {\displaystyle \mathbf {q} }             | Flujo de calor           | W/m²    |
| {\displaystyle k}                        | Conductividad térmica    | W/(m K) |
| {\displaystyle {\boldsymbol {\nabla }}T} | Gradiente de temperatura | K/m     |

Los órdenes de magnitud de la conductividad térmica, según los distintos tipos de materiales, puede apreciarse entre los siguientes valores:

### Gas monoatómico
La energía de un gas monoatómico y por tanto la capacidad calorífica a volumen constante vienen dadas por:
| Símbolo           | Nombre                                                | Unidad |
| ----------------- | ----------------------------------------------------- | ------ |
| {\displaystyle N} | Número de átomos del gas dentro del sistema estudiado |        |
| {\displaystyle n} | Número de moles                                       |        |
| {\displaystyle k} | Constante de Boltzmann                                |        |
| {\displaystyle R} | Constante universal de los gases ideales              |        |
| {\displaystyle T} | Temperatura absoluta                                  |        |

Así el calor específico molar de un gas ideal monoatómico es simplemente cv = 3R/2 o cp = 5R/2. Los gases monoatómicos reales también cumplen las anteriores igualdades aunque de modo aproximado.

### Gas diatómico
En un gas diatómico la energía total puede encontrarse en forma de energía cinética de traslación y también en forma de energía cinética de rotación, eso hace que los gases diatómicos puedan almacenar más energía a una temperatura dada. A temperatura próximas a la temperatura ambiente la energía interna y la capacidad caloríficas vienen dadas por:
{\displaystyle U={\frac {5}{2}}NkT={\frac {5}{2}}nRT\qquad C_{V}=\left({\frac {\partial U}{\partial T}}\right)_{V}={\frac {5}{2}}Nk={\frac {5}{2}}nR}
Para temperaturas extremadamente altas, la energía de vibración de los enlaces empieza a ser importante y los gases diatómicos se desvían algo de las anteriores condiciones. A temperaturas aún más altas la contribución del movimiento término de los electrones produce desviaciones adicionales. Sin embargo, todos los gases reales como el hidrógeno (H2), el oxígeno (O2), el nitrógeno (N2) o el monóxido de carbono (CO), cumplen a temperaturas ambiente moderadas las anteriores relaciones. Por tanto estos gases tienen calores específicos o capacidades caloríficas molares cercanos a cv = 5R/2.

### Gases poliatómicos
El teorema de equipartición para gases poliatómicos sugiere que los gases poliatómicos que tienen enlaces "blandos" o flexibles y que vibran con facilidad con q frecuencias, deberían tener una capacidad calorífica molar dada por:
{\displaystyle C_{v}=\left({\frac {3}{2}}+{\frac {r}{2}}+q\right)R}
Donde r mide los grados de libertad rotacionales (r = 1 para moléculas lineales, r = 2 para moléculas planas y r = 3 para moléculas tridimensionales). Sin embargo estas predicciones no se cumplen a temperatura ambiente. La capacidad calorífica molar aumenta moderadamente a medida que aumenta la temperatura. Eso se debe a efectos cuánticos que hacen que los modos de vibración estén cuantizados y solo estén accesibles a medida que aumenta la temperatura, y la expresión (*) solo puede ser un límite a muy altas temperaturas. Sin embargo, antes de llegar a temperaturas donde esa expresión sea un límite razonable muchas moléculas se rompen por efecto de la temperatura, no llegando nunca al anterior límite. Un tratamiento riguroso de la capacidad calorífica requiere por tanto el uso de la mecánica cuántica, en particular de la mecánica estadística de tipo cuántico.

### Sólidos cristalinos

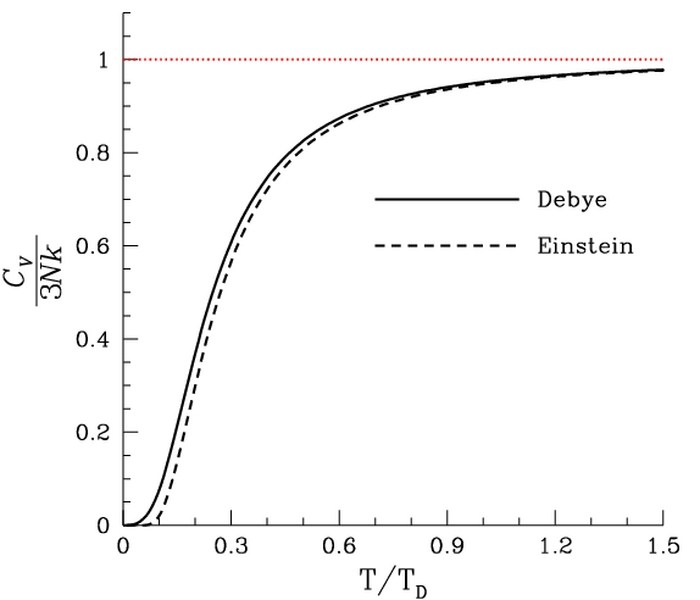
Representación de la capacidad calorífica adimensional dividida por tres, en función de la temperatura, según el modelo de Debye y el primer modelo de Einstein. El eje de abscisas corresponde con la temperatura dividida por la temperatura de Debye. Nótese que la capacidad calorífica adimensional es cero en el cero absoluto de temperatura y aumenta hasta el valor 3 cuando la temperatura aumenta muy por encima de la temperatura de Debye. La línea roja representa el límite clásico dado por la ley de Dulong-Petit.

Es un hecho experimental conocido que los sólidos cristalinos no metálicos a temperatura ambiente tienen una capacidad calorífica cv más o menos constante e igual a 3R (mientras que la capacidad calorífica a presión constante sigue aumentado). Esta constatación empírica lleva el nombre de regla de Dulong y Petit, aunque la regla de Dulong y Petit encaja con las predicciones del teorema de equipartición, a bajas temperaturas esta regla falla estrepitosamente. De hecho para sólidos y líquidos a bajas temperaturas, y en algunos casos a temperatura ambiente, la expresión (*) dada por el teorema de equipartición de la energía da aún peores resultados que para los gases poliatómicos complicados. Así es necesario abandonar la mecánica estadística clásica y estudiar el problema desde el punto de vista cuántico.
Einstein fue el primero que propuso una teoría que predecía razonablemente la evolución de la capacidad calorífica de los sólidos en un rango amplio de temperaturas, que era cualitativamente correcta. Más tarde Debye propuso una mejora que hacía a la teoría cuantitativamente correcta, y ulteriormente esta teoría fue mejorada por Blackman y otros. La teoría de Einstein predice que la capacidad calorífica molar de un sólido debe variar de acuerdo con la expresión:
{\displaystyle {\frac {c_{v}}{3R}}=\left({\frac {\theta _{E}}{T}}\right)^{2}{\frac {e^{\frac {\theta _{E}}{T}}}{\left(e^{\frac {\theta _{E}}{T}}-1\right)^{2}}}}
Donde θE es un parámetro propio de cada sólido llamado temperatura característica de Einstein del sólido. Esta ecuación predecía el comportamiento correcto a altas temperaturas:
{\displaystyle \lim _{T\to \infty }{\cfrac {c_{v}}{3R}}\to 1}
La corrección de Debye tenía en cuenta además de los efectos cuánticos que la distribución de frecuencias de los diversos modos de vibración (Einstein había supuesto para simplificar que todas las moléculas estaban vibrando alrededor de la misma frecuencia fundamental) con esa innovación, Debye llegó a la expresión algo más complicada:
{\displaystyle {\frac {c_{v}}{3R}}=\int _{0}^{\frac {\theta _{D}}{T}}{\frac {x^{4}e^{x}}{(e^{x}-1)^{2}}}dx}
Esta expresión coincide con la de Einstein y la regla de Dulong y Petit a altas temperaturas y a bajas temperatura explica el comportamiento proporcional T3 observado:
{\displaystyle \lim _{T\to 0}{\cfrac {c_{v}}{3R}}\approx {\frac {4\pi ^{4}}{5}}\left({\frac {T}{\theta _{D}}}\right)^{3}}
Esta última expresión se llama ley T3 de Debye.

## Calor específico y capacidad calorífica de algunos materiales
| Material               | Calor específico kcal/kg °C | Densidad kg/m³ | Capacidad calorífica volumétrica kcal/m³ °C |
| ---------------------- | --------------------------- | -------------- | ------------------------------------------- |
| Agua                   | 1                           | 1000           | 1000                                        |
| Acero                  | 0,12                        | 7850           | 942                                         |
| Tierra seca            | 0,44                        | 1500           | 660                                         |
| Granito                | 0,19                        | 2645           | 529                                         |
| Madera de roble        | 0,57                        | 750            | 427,5                                       |
| Ladrillo               | 0,20                        | 2000           | 400                                         |
| Madera de pino         | 0,6                         | 640            | 384                                         |
| Piedra arenisca        | 0,17                        | 2200           | 374                                         |
| Piedra caliza          | 0,22                        | 2847           | 484                                         |
| Hormigón               | 0,16                        | 2300           | 368                                         |
| Mortero de yeso        | 0,2                         | 1440           | 288                                         |
| Tejido de lana         | 0,32                        | 111            | 35,52                                       |
| Poliestireno expandido | 0,4                         | 25             | 10                                          |
| Poliuretano expandido  | 0,38                        | 24             | 9,12                                        |
| Fibra de vidrio        | 0,19                        | 15             | 2,85                                        |
| Aire                   | 0,24                        | 1,2            | 0,29                                        |

En la tabla se puede ver que, de los materiales comunes, poseen una gran capacidad calorífica: el agua (muros de agua), la tierra o suelo seco compactado (adobe, tapia) y piedras densas como el granito junto a los metales como el acero. Estos se encuentran entre los 500 y 1000 kcal/m³ °C.
Luego se encuentra otro grupo que va de 300 a 500 kcal/m³ °C entre los que se ubica la mayoría de los materiales usuales en la construcción actual, como el ladrillo, el hormigón, las maderas, los tableros de yeso roca y las piedras areniscas.
En un último grupo se encuentra (3 a 35 kcal/m³ °C), los aislantes térmicos de masa como la lana de vidrio, las lanas minerales, el poliestireno expandido y el poliuretano expandido que por su "baja densidad" debido a que contienen mucho aire poseen una capacidad calorífica muy baja pero sirven como aislantes térmicos.
Un caso especial es el aire (0,29 kcal/m³·K; 1,214 kJ/m³·K), que sirve como un medio para transportar el calor en los sistemas pasivos pero no para almacenar calor en su interior.

## Capacidad calorífica de los elementos químicos
La siguiente tabla muestra la capacidad térmica de los componentes puros individuales tomadas en condiciones de laboratorio (a una temperatura de 25 °C y una presión de 100 kPa).
("H, N, O, F, Cl, Br, I" son respectivamente H
2, N
2, O
2, F
2, Cl
2, Br
2 y I
2)
Estos valores, expresados en  J⋅mol-1⋅K-1, resultan:
- Valor máximo = 37,030 J⋅mol-1⋅K-1 para el gadolinio
- Valor mínimo = 8,517 J⋅mol-1⋅K-1 para el carbono

| H 28,836 |           |          |          |          |          |          |          |          |          |           |            |          |           |          |           |           | He 20,786 |
| Li 24,86 | Be 16,443 |          |          |          |          |          |          |          |          |           |            | B 11,087 | C 8,517   | N 29,124 | O 29,378  | F 31,304  | Ne 20,786 |
| Na 28,23 | Mg 24,869 |          |          |          |          |          |          |          |          |           |            | Al 24,2  | Si 19,789 | P 23,824 | S 22,75   | Cl 33,949 | Ar 20,786 |
| K 29,6   | Ca 25,929 | Sc 25,52 | Ti 25,06 | V 24,89  | Cr 23,35 | Mn 26,32 | Fe 25,1  | Co 24,81 | Ni 26,07 | Cu 24,44  | Zn 25,39   | Ga 25,86 | Ge 23,222 | As 24,64 | Se 25,363 | Br 75,69  | Kr 20,786 |
| Rb 31,06 | Sr 26,4   | Y 26,53  | Zr 25,36 | Nb 24,6  | Mo 24,06 | Tc       | Ru 24,06 | Rh 24,98 | Pd 25,98 | Ag 25,35  | Cd 26,02   | In 26,74 | Sn 27,112 | Sb 25,23 | Te 25,73  | I 54,43   | Xe 20,786 |
| Cs 32,21 | Ba 28,07  | *        | Hf 25,73 | Ta 25,36 | W 24,27  | Re 25,48 | Os 24,7  | Ir 25,1  | Pt 25,86 | Au 25,418 | Hg 27,8419 | Tl 26,32 | Pb 26,65  | Bi 25,52 | Po        | At        | Rn        |
| Fr       | Ra 20,786 | **       | Rf       | Db       | Sg       | Bh       | Hs       | Mt       | Ds       | Rg        | Cn         | Nh       | Fl        | Mc       | Lv        | Ts        | Og        |
| *        | La 27,11  | Ce 26,94 | Pr 27,2  | Nd 27,45 | Pm       | Sm 29,54 | Eu 27,66 | Gd 37,03 | Tb 28,91 | Dy 27,7   | Ho 27,15   | Er 28,12 | Tm 27,03  | Yb 26,74 | Lu 26,86  |           |           |
| **       | Ac 27,2   | Th 26,23 | Pa       | U 27,665 | Np       | Pu       | Am       | Cm       | Bk       | Cf        | Es         | Fm       | Md        | No       | Lr        |           |           |

Los mismos valores, convertidos en  J⋅g-1⋅K-1, resultan:
- Valor máximo = 14,304 J⋅g-1⋅K-1 para el hidrógeno
- Valor mínimo = 0,094 J⋅g-1⋅K-1 para el radio

| H 14,304 |          |          |          |          |          |          |          |          |          |          |           |          |          |          |          |          | He 5,193 |
| Li 3,582 | Be 1,825 |          |          |          |          |          |          |          |          |          |           | B 1,026  | C 0,709  | N 1,04   | O 0,918  | F 0,824  | Ne 1,03  |
| Na 1,228 | Mg 1,023 |          |          |          |          |          |          |          |          |          |           | Al 0,897 | Si 0,712 | P 0,769  | S 0,708  | Cl 0,479 | Ar 0,52  |
| K 0,757  | Ca 0,647 | Sc 0,568 | Ti 0,523 | V 0,489  | Cr 0,449 | Mn 0,479 | Fe 0,449 | Co 0,421 | Ni 0,444 | Cu 0,385 | Zn 0,388  | Ga 0,373 | Ge 0,32  | As 0,329 | Se 0,321 | Br 0,474 | Kr 0,248 |
| Rb 0,363 | Sr 0,306 | Y 0,298  | Zr 0,278 | Nb 0,265 | Mo 0,251 | Tc       | Ru 0,238 | Rh 0,243 | Pd 0,246 | Ag 0,235 | Cd 0,232  | In 0,233 | Sn 0,227 | Sb 0,27  | Te 0,202 | I 0,214  | Xe 0,158 |
| Cs 0,242 | Ba 0,204 | *        | Hf 0,144 | Ta 0,14  | W 0,132  | Re 0,137 | Os 0,13  | Ir 0,131 | Pt 0,133 | Au 0,129 | Hg 0,1388 | Tl 0,129 | Pb 0,13  | Bi 0,122 | Po       | At       | Rn       |
| Fr       | Ra 0,094 | **       | Rf       | Db       | Sg       | Bh       | Hs       | Mt       | Ds       | Rg       | Cn        | Nh       | Fl       | Mc       | Lv       | Ts       | Og       |
| *        | La 0,195 | Ce 0,192 | Pr 0,193 | Nd 0,19  | Pm       | Sm 0,197 | Eu 0,182 | Gd 0,236 | Tb 0,182 | Dy 0,173 | Ho 0,165  | Er 0,168 | Tm 0,16  | Yb 0,155 | Lu 0,154 |          |          |
| **       | Ac 0,12  | Th 0,118 | Pa       | U 0,116  | Np       | Pu       | Am       | Cm       | Bk       | Cf       | Es        | Fm       | Md       | No       | Lr       |          |          |